# マルムーティエ
マルムーティエ （Marmoutier、ドイツ語:Maursmünster）は、フランス、アルザス地域圏、バ＝ラン県のコミューン。

## 地理
マルムーティエはアルザス北西部に位置する。サヴェルヌとヴァスロンヌの中間にある。地域圏首府であるストラスブールとは30kmほど離れている。
マルムーティエには、かつてセレスタ-サヴェルヌ間の鉄道路線があった。

## 歴史
マルムーティエは、同名のマルムーティエ修道院の所在地であった。修道院は589年、聖コルンバを師とするアイルランドの修道士たちによって創建された。1度目の火災のあと、724年にモール修道士の指導のもとで再建され、彼はモーリ修道院（Mauri monasterium）と名付けた。修道院との関連から、マルムーティエ住民は自らをモーリモナステリアン（Maurimonastérien）と呼ぶのである。
971年、ストラスブール大司教エルヒェンバルトが修道院付属教会を献堂した。11世紀に完成された壮大なファサードは現在も見ることができる。この付属教会にはジルバーマン家が製作した大オルガンが設置されている。

## 人口統計
| 1962年 | 1968年 | 1975年 | 1982年 | 1990年 | 1999年 | 2007年 | 2010年 |
| ------ | ------ | ------ | ------ | ------ | ------ | ------ | ------ |
| 1686   | 1789   | 1948   | 2024   | 2235   | 2444   | 2688   | 2750   |

参照元:INSEE

## 姉妹都市
- ザスバッハ＝オーベルザスバッハ、ドイツ

## 出身者
- アルベール・カーン
- アルフォンス・レヴィ - 画家